# ديفيد ماركس
ديفيد ماركس (بالإنجليزية: David Marks)‏ هو عازف قيثارة ومغني وكاتب أغاني أمريكي، ولد في 22 أغسطس 1948 في هاوثورني في الولايات المتحدة.

## وصلات خارجية
- الموقع الرسمي
- ديفيد ماركس على موقع الموسوعة البريطانية (الإنجليزية)
- ديفيد ماركس على موقع ميوزك برينز (الإنجليزية)
- ديفيد ماركس على موقع أول ميوزيك (الإنجليزية)
- ديفيد ماركس على موقع ديسكوغز (الإنجليزية)